# リビアの国章
現在、リビアの国章（リビアのこくしょう）は正式なものが作られていない。2011年リビア内戦でカダフィ政権の大リビア・アラブ社会主義人民ジャマーヒリーヤ国は崩壊したが、その後のリビア国民評議会による暫定政権は国旗は制定したものの国章については公式文書などに使用するロゴマークのみしか制定せず、その後を引き継ぐ国民議会や国民統一政府も正式な国章はまだ決めていない。

## 変遷

### 独立以前
現在のリビアにあたる地域は、16世紀よりオスマン帝国が統治していた。しかし伊土戦争（1911年 - 1912年）の結果、イタリア王国へ割譲され同国の植民地とされた。はじめはキレナイカとトリポリタニアの2つに分割統治がされていた（フェザーンはトリポリタニアの一部とされた）が、1934年に両者は合併しイタリア領リビアとなった。第二次世界大戦中の1943年にイギリスとフランスがリビアを占領し、事実上イタリア統治は終焉を迎えた。

オスマン領時代（1912年まで）
イタリア領キレナイカの国章（1919-1934）
イタリア領トリポリタニアの国章（1919-1934)
イタリア領リビアの国章（1940-1943）

### 王制時代（1951年 - 1969年）
イギリス・フランスの共同統治ののち、1951年にリビア連合王国として独立した。1963年に連邦制を廃止しリビア王国となったが、国章は連合王国のものがそのまま使われ続けた。
国旗と同じく黒地にイスラムの象徴である星と三日月が描かれているが、国旗とは異なり上向きとなっている。

リビア王国の国章（1952-1969）

### カダフィ政権（1969年 - 2011年）
1969年にクーデターで国家を掌握したムアンマル・アル＝カッザーフィー（カダフィ）によって共和制へ移行し、リビア・アラブ共和国が成立した。国章も新調されサラディンの鷹と呼ばれる金色の鷹に変更された。鷹の胸には国旗の図柄の盾を抱え、鷹が足で掴んでいる帯には国名の「リビア・アラブ共和国」がアラビア語で書かれている。鷹は12世紀の英雄サラーフッディーンにちなみ、国旗の汎アラブ色と共に20世紀の汎アラブ主義の象徴する組み合わせとなっている。実際、同じく汎アラブ主義を掲げていた隣国のエジプトでは国旗・国章共に似たものが使われていた。
1972年、エジプトとシリアと共にアラブ共和国連邦を結成する。連邦・構成国の国章はこれまでリビアとエジプトが用いていたサラディンの鷹ではなく、シリアが用いていたクライシュの鷲へ統一された。掴んでいる帯には「アラブ共和国連邦」が、リビアの国章では更にその下に「リビア・アラブ共和国」とアラビア語で書かれている。クライシュの鷲はイスラム教の教祖ムハンマドの出身部族であるクライシュ族に由来し、アラブ諸国（特にアラビア半島）では広く使われている。
1977年3月、人民主権確立宣言を実施しジャマーヒリーヤ制へ移行。これ以降は社会主義人民リビア・アラブ国（2004年以降は大リビア・アラブ社会主義人民ジャマーヒリーヤ国）と呼ばれるようになる。同年11月にエジプトが「アラブの敵」とされていたイスラエルを訪問したことにカダフィは激怒し、連邦の脱退を宣言。国旗・国章共に変更が加えられた。クライシュの鷲はそのまま採用されたが、顔の向きが右から左となり胸の盾は国旗と同じく緑一色に変更された。緑色は預言者ムハンマドのターバンの色であり、カダフィによる「緑色革命」の色でもある。

リビア・アラブ共和国の国章（1970-1972）
アラブ共和国連邦の国章（1972-1977）
アラブ共和国連邦時代のリビアの国章（1972-1977）
大リビア・アラブ社会主義人民ジャマーヒリーヤ国の国章（1977-2011）

### リビア国（2011年以降）
2011年に勃発した第一次リビア内戦によってカダフィ政権は崩壊し、代わってリビア国民評議会がリビア唯一の政府として承認された。2012年に全国で選挙が実施され、暫定政府としてリビア国民議会が発足。2014年、国民議会に代わる議会として代議院が発足し、議員の選挙が実施された。
いずれの組織は国章を採用せず、政府発行物の証明といったものに使用される印章・ロゴにとどまった。国民評議会は当初中央に星と三日月を配置し、上部には「リビア国民評議会」下部には「リビア」とアラビア語で表記したロゴを使用していた。次に使用されたロゴは意匠が変更され、下部には英語表記が加わった。国民議会のロゴは中央に星と三日月を配置し、「国民議会 - リビア」と表記された英語とアラビア語で二重に囲んである。代議院のロゴにはアラビア語・英語表記に加え星と三日月の部分にアーチが加えられた。ほかにも首相や政府では別のものが用意された。2013年2月に新たなバイオメトリック・パスポートが発表され、表紙に記載されるエンブレムは金色の星と三日月に変更された。このエンブレムを事実上の国章とする場合がある。

リビア国民評議会が初期に使っていたロゴマーク(2011.03-04)
リビア国民評議会が2番目に使ったロゴマーク(2011.04-2012.08)
パスポートのエンブレム

2014年、代議院に不満を持ったイスラム系武装勢力は首都トリポリを攻撃、制圧し新国民議会の成立を宣言（トリポリ政府）。一方でトリポリを追われた代議院はトブルクへ避難した（トブルク政府）。トリポリ、トブルクの2つの政府は互いに正当性を主張し、国内は二重政府に陥った（第二次リビア内戦）。2015年12月に国際連合主導で統一政府の形成に向けた政治合意が両政府間で署名され、リビア国民合意政府の樹立で合意するも、代議院は国民合意政府を承認せず内戦は続いた。
国民合意政府のロゴは中央に星と三日月、上部に「リビア国」下部に「国民合意政府」とアラビア語と英語で書かれている。トブルクの代議院はロゴを引き続き使っていたほか、カダフィ政権の国章を基にした独自の政府章を採用した。

トブルク政府の国章

2020年8月21日、両者は停戦で合意。話し合いの結果統一暫定政府が樹立されることが決定し、2021年3月15日に発足した。印章も刷新され、アラビア語で「国民統一政府 - リビア国」に囲まれている。なお英語表記はない。

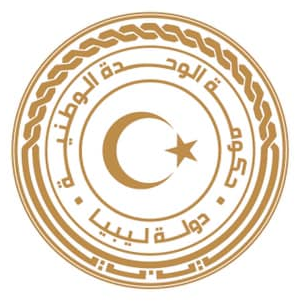
統一政府の印章